# Bảo tàng Khu vực ở Słupca
Bảo tàng Khu vực ở Słupca (tiếng Ba Lan: Muzeum Regionalne w Słupcy) là một bảo tàng tọa lạc tại số 53 phố Warszawska, ở thị trấn Słupca, thuộc huyện Słupecki, tỉnh Wielkopolskie, Ba Lan. Hoạt động của bảo tàng xoay quanh việc sưu tầm và triển lãm những hiện vật lịch sử có liên quan đến thị trấn Słupca và huyện Słupecki.

## Lịch sử
Trong giai đoạn giữa hai cuộc chiến tranh thế giới (Thế chiến thứ nhất - Thế chiến thứ hai), thị trưởng lúc bấy giờ của thị trấn Słupca là Tadeusz Parys đã bắt đầu kế hoạch sưu tầm những kỷ vật hoặc hiện vật có liên quan đến lịch sử của thị trấn Słupca và khu vực xung quanh. Sau này, bộ sưu tập dành cho bảo tàng cũng đến từ một cuộc triển lãm mang tên "Słupca trong những thế kỷ qua" do Trường Trung học ở Słupca tổ chức. Năm 1975, Bảo tàng Khu vực ở Słupca chính thức được khánh thành và mở cửa đón công chúng tham quan. Trong những năm đầu hoạt động, bảo tàng đặt trụ sở tại tòa nhà số 18 quảng trường Chợ Słupec. Lúc bấy giờ, bảo tàng là chi nhánh của Bảo tàng Quốc gia ở Poznań. Sau khi thành phố Konin được thành lập, bảo tàng trở thành chi nhánh của Bảo tàng Quận ở Konin.